# Útok v Magdeburku (2024)
Dne 20. prosince 2024 došlo k útoku automobilem na vánoční trhy v Magdeburku. Šest lidí bylo zabito a více než 200 bylo zraněno. Útočník byl bezprostředně po činu zadržen.

## Pozadí
Útok proběhl zhruba osm let po podobném útoku v Berlíně, při kterém bylo zabito dvanáct osob Tunisanem, který se přihlásil k Islámskému státu.

## Průběh útoku
Dne 20. prosince 2024 vjel pachatel v 19.04 tmavým vozem BMW přímo do lidí směrem k radnici. Vůz prorazil bariéry a jel vysokou rychlostí. Podle policie vůz ujel zhruba 400 metrů, než se ho podařilo zastavit.
Existovalo podezření, že je v autě výbušné zařízení, to se ale nepotvrdilo.

## Oběti
Následkem útoku zahynulo šest obětí, včetně 5 žen a devítiletého chlapce jménem Andre Gleissner. Zraněno bylo více než 200 osob, z toho 41 vážně.

## Útočník
Podle deníku Die Welt byl zadržen padesátiletý muž ze Saúdské Arábie. Deník Der Spiegel uvedl útočníka jako Taleba Abdula Jawada, který na internetu kritizoval islám a rovněž radil saúdskoarabským ženám jak uprchnout ze země. Narodil se v muslimské šíitské rodině. Někteří bývalí muslimové v Německu, kteří ho osobně znali, po útoku tvrdili, že pachatel byl ve skutečnosti šíitský extremista a dle šíitského učení Takíja o zbožné lži pouze předstíral, že je ateista, aby mohl v Německu získat azyl. Na svém účtu na síti X sympatizoval s krajně pravicovou stranou AfD. Vyjadřoval také sympatie k Izraeli. Na jeho profilu X byl umístěn obrázek samonabíjecí útočné pušky AR 15 ozdobený americkou vlajkou. Der Spiegel rovněž uvedl, že pracoval jako psychoterapeut a psychiatr na klinice v Bernburgu.
Podle německých médií v minulosti několik osob nahlásilo na policii, že jim vyhrožoval násilím. V roce 2013 byl odsouzen okresním soudem v Rostocku za vyhrožování trestnými činy. Die Welt informoval, že Saúdové údajně varovali německé úřady před možným útočníkem. Útočník měl být údajně stíhaný v Saúdské Arábii na základě obvinění souvisejících s terorismem a obchodováním s lidmi. Navzdory žádosti Saúdské Arábie o vydání mu Německo v roce 2016 poskytlo politický azyl.
V srpnu 2025 byl útočník obžalován z šestinásobné vraždy a z 338 pokusů o vraždu.